# Archives d'État de la littérature et de l'art
Les Archives d'État de la littérature et de l'art (en russe : Государственный архив литературы и искусства - acronyme RGALI (en russe : РГАЛИ) est la plus grande institution de conservation d'archives étatiques de Russie, qui préserve des documents nationaux en littérature, musique, théâtre, cinéma, peinture et architecture.

## Histoire
Comme une archive centralisée de la documentation dans le domaine culturel, la RGALI a été fondée en 1941 sous le nom de TsGLA, sur la base des fonds de manuscrits recueillis au Musée d'État littéraire (Goslitmuzei - GLM) et fonds désignés par d'autres musées et les archives.
- 1941-1954 : Central State Literary Archive (TsGLA) (russe : Центральный государственный литературный архив СССР (ЦГЛА СССР))
- 1954-VI.1992 : Central State Archive of Literature and Art of the USSR (TsGALI SSSR) (russe : Центральный государственный архив литературы и искусства СССР (ЦГАЛИ СССР))
- 1992-présent : Russian State Archuve of Literature and Art (RGALI) (russe : Государственный архив литературы и искусства (РГАЛИ))